# NGC 4527
NGC 4527 es una galaxia espiral intermedia entre una galaxia espiral normal y una barrada situada a una distancia no demasiado bien determinada; sin embargo, muy posiblemente es miembro del Cúmulo de Virgo y dentro de éste está en su zona sur -agrupación Nube S-. Es visible con telescopios de aficionado.
Es muy parecida en aspecto a la Galaxia de Andrómeda (y quizás también en estructura) viéndose prácticamente de canto, aunque a diferencia de ella es una galaxia con brote estelar, con 2500 millones de masas solares de hidrógeno molecular concentrado en su centro; sin embargo dicho brote estelar es débil y parece estar aún iniciándose.